# Гадюка анатолійська
Гадюка анатолійська (Montivipera albicornuta) — вид отруйних змій родини гадюкових (Viperidae). Один із 7(8) видів роду гірських гадюк (Montivipera). Ендемік Туреччини. Раритетний вид плазунів, занесений до Червоного списку МСОП та інших природоохоронних документів.

## Опис
Змія середнього розміру, до 78 см завдовжки. Голова порівняно велика, чітко відділена від шиї. Морда заокруглена та вкрита маленькими лусочками. Носовий отвір прорізаний у середині одиночного щитка. Великі надочні щитки пов'язані з очним яблуком. Тіло вкрите 23 рядами лусок. 
Забарвлення темно-сіре. Вздовж хребта від задньої частини голови до кінчика хвоста розміщуються близько 30 поперечних білих із чорними краями вузьких плям, розділених цегляно-червоними й коричневими зонами. Є 2 великих чорних плями на верхній частині голови, а також темна смуга, що тягнеться від краю очей до кута рота і далі. Черево сіре в                                                   темних краплинках.

## Поширення
Ендемік Туреччини. Мешкає лише на гірському хребті Кулмак Дагліярі, що розміщений у Центральній Туреччині, на висотах від 1500 до 1800 м н. р. м.

## Особливості біології
Населяє сухі кам'янисті схили гір із розрідженими чагарниками і рідколіссям, внутрішні скелі, гірські вершини луки і пасовища.
Гадюка анатолійська, ймовірно, належить до яйцеживородних плазунів. 

## Охорона
Вид занесений до Червоного списку МСОП (охоронна категорія: «вид перебуває в небезпечному стані»), а також до Додатку ІІ Бернської конвенції (охоронна категорія: вид підлягає особливій охороні). Для відновлення чисельності популяції і збереження виду необхідні додаткові дослідження та моніторинг, а також регуляція можливої торгівлі цією рідкісною змією.